# Georg Friedrich von Martens

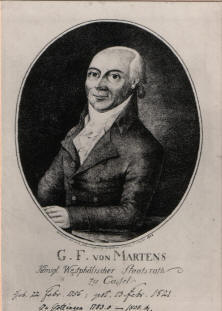
Georg Friedrich von Martens

Georg Friedrich von Martens (1756-1821) was een Duitse rechtsgeleerde en diplomaat.
Hij studeerde onder meer in Göttingen en Wenen, werkte als professor aan de Universiteit van Göttingen en had verschillende functies in dienst van de staat Hannover. Zijn belangrijkste boek is de Précis du droit des gens modernes de l'Europe uit 1789, waarin hij zijn geheel positiefrechtelijke visie op het volkenrecht uiteen zet. Daarnaast publiceerde Martens ook een zeer uitgebreide verzameling van verdragen van de middeleeuwen tot zijn eigen tijd, genaamd Recueil des principaux traités. Beide werken zijn belangrijke bronnen voor de geschiedenis van het volkenrecht.
Martens is overigens niet de bedenker van de in het internationaal humanitair recht bekende Martens-clausule. Hiervoor was de Russische diplomaat Friedrich Martens verantwoordelijk.